# Виллар, Доминик
Доминик Виллар (фр. Dominique Villars или Domínique Villar, 14 ноября 1745 года — 26 июня 1814 года) — французский ботаник, миколог и врач.

## Биография
Доминик Виллар родился 14 ноября 1745 года.
Он собирал растения для гербария. С 1775 по 1776 год Доминик Виллар был участником геологической исследовательской поездки. В 1778 году он получил степень доктора наук. С 1805 года Доминик Виллар преподавал в Страсбурге, где был деканом университета. Виллар внёс значительный вклад в ботанику, описав множество видов растений.
Доминик Виллар умер в Страсбурге 26 июня 1814 года.

## Научная деятельность
Виллар специализировался на папоротниковидных, водорослях, семенных растениях и на микологии. В его основной научной работе «Histoire des plantes du Dauphiné» (1786—1789) описано более 2700 видов растений.

## Основные научные работы
- Histoire des plantes du Dauphiné (1786—1789).

## Почести
Род растений Villarsia Vent. семейства Вахтовые был назван в его честь.
В его честь были также названы следующие виды растений:
- Chaerophyllum villarsii W.D.J.Koch[7]
- Selinum villarsii E.H.L.Krause[8]
- Asphodelus villarsii Verl. ex Jord.[9]
- Adenostyles villarsii Rouy[10]
- Apargia villarsii Willd.[11]
- Artemisia villarsii Gren. & Godr.[12]
- Aster villarsii E.H.L.Krause[13]
- Centaurea villarsii Mutel[14]
- Erigeron villarsii Willd.[15]
- Hesperis villarsii Kuntze[16]
- Iberis villarsii Jord.[17]
- Isatis villarsii Gaudin[18]
- Lepidium villarsii Gren. & Godr.[19]
- Campanula villarsii Nyman[20]
- Phyteuma villarsii Rich.Schulz[21]
- Alsine villarsii (Balb.) Mert. & W.D.J.Koch[22]
- Sabina villarsii Jord.[23]
- Carex villarsii Willd.[24]
- Carex villarsii Schkuhr[25]
- Dryopteris villarsii Woynar, Schinz & Thell.[26]
- Nephrodium villarsii Beck[27]
- Ephedra villarsii Gren. & Godr.[28]
- Cytisus villarsii Vis.[29]
- Chronanthos villarsii K.Koch[30]
- Genista villarsii Clementi[31]
- Gagea villarsii Gand.[32]
- Epilobium villarsii H.Lev.[33]
- Paeonia villarsii Jord.[34]
- Agrostis villarsii Poir.[35]
- Poa villarsii J.F.Gmel.[36]
- Schismus villarsii Trin.[37]
- Vilfa villarsii P.Beauv.[38]
- Ranunculus villarsii DC.[39]
- Cervispina villarsii Fourr.[40]
- Rhamnus villarsii Link[41]
- Rosa villarsii Tratt. ex Link[42]
- Galium villarsii Gaud. ex Roem. & Schult.[43]
- Valeriana villarsii Timb.-Lagr.[44]